# ジョブジョブ
『お仕事体験番組 ジョブジョブ』（おしごとたいけんばんぐみ ジョブジョブ -JOBJOB-）は、2004年4月10日から2007年3月17日まで広島ホームテレビで毎週土曜 24:30 - 25:10 (JST) に放送されていたローカル番組。進行役は松本裕見子が、語り手は一文字弥太郎が務めていた。
番組終了から1か月後の2007年4月28日、替わって同時間帯で『アグレッシブですけど、何か?』がスタートした。

## 放送時間
- 土曜 24:30 - 25:10 （本放送）
- 木曜 25:46 - 26:26 （再放送） - ある時期[いつ?]（詳細不明）からは放送されなくなった。

## スタッフ
- 制作協力：EZMホームテレビ映像、放送制作
- 制作著作：広島ホームテレビ